# Грамотность новобранцев
Грамотность новобранцев (призывников) — степень владения навыками чтения и письма на родном языке, оцениваемая применительно к призывникам (рекрутам) в процессе их анкетирования в связи с призывом на военную службу по рекрутской (воинской) повинности.
Уровень неграмотности призывников, принятых на военную службу, служит отправной точкой для планирования и проведения мероприятий по преодолению этого недостатка. В разных странах, разным историческим этапам соответствуют разные технические уровни вооружений, структуры вооружённых сил и возможности бюджетов для осуществления программ обучения грамоте за счёт сил и средств самих армий.
Актуальность проблемы неграмотности призывников в той или иной стране исчезает по мере осуществления программ обязательного всеобщего образования. В некоторых странах (например, в Турции) эту задачу удалось решить только во второй половине XX века.

## Постановка проблемы в XIX веке
| Название государства         | К 1875 | В 1888-91 |
| Нидерланды                   | 12,3   | 7,3       |
| Бельгия                      | 25,0   | 16,0      |
| Франция                      | 16,1   | 9,4       |
| Германская империя           | 2,4    | 0,6       |
| Пруссия                      | 3,2    | 0,8       |
| Королевство Саксония         | 0,3    | 0         |
| Великое герцогство Баденское | 0,2    | 0         |
| Бавария                      | 5,9    | 0         |
| Швейцария                    | 4,6    | 0,8       |
| Австрия                      | 41,8   | 30,8      |
| Венгрия                      | 56,9   | 36,0      |
| Италия                       | 52,0   | 42,0      |
| Россия                       | 78,4   | —         |
| Швеция                       | 0,9    | 0,2       |

О распространении грамотности может дать понятие таблица (заимствованная из Левассера и пополненная новейшими сведениями, извлечёнными Н.Рубакиным, автором статьи в Энциклопедии Брокгауза и Ефрона, из официальных статистических изданий разных государств того времени).
Начиная с XIX века статистика грамотности призывников является одним из традиционных источников, которые позволяют осуществить приблизительные, грубые оценки общего уровня грамотности населения. Перечисляя грамотность призывников в ряду более, чем десятка документальных источников для таких выборочных оценок, Х. Графф указывает, что эти архивы одновременно могут давать сведения о возрасте, занятиях, а также об образовании.

## Неграмотность рекрутов по странам

### Франция
Достаточно полно освещены в современной литературе данные по Франции. Так, Т.  Юдт отмечает, что в 1901 году только 6% призывников по всей стране были неграмотными. При этом в некоторых департаментах (например, Вар на юго-востоке; административный центр Тулон) примерно в это же время (1899 год) только 3,6% не могли написать своё имя, хотя некоторые из них умели при этом читать.
В 1937 году, в ответ на запрос депутата о степени образования новобранцев, министр обороны Франции дал следующие сведения. В 1935 году неграмотных было 6,2%, малограмотных (не окончивших коммунальную школу) — 45%, окончивших коммунальную школу — 39%, высшую начальную школу — 5%, среднее учебное заведение — 2,7%, высшее учебное заведение — 2,1%. Несмотря на то, что во Франции уже около 50 лет действовал закон об обязательном обучении, по которому каждый французский гражданин должен был, как минимум, окончить коммунальную школу, оказалось, что половина (51%) от всех призываемых такой школы не окончило.

### Япония
Впечатляющих успехов по темпам снижения показателей неграмотности призывников добилась в начале XX века Япония, осуществившая за короткий период времени мощный рывок. Ещё в 1899 году лишь 4 восточных военных округа поставляли наименьший процент неграмотных призывников — от 0 до 10%. В то же время в двенадцати округах неграмотных новобранцев было свыше 30%, а на острове Окинава даже 76,3%.
Всего через пять лет, к 1904 году, в Японии не осталось ни одного округа с неграмотностью новобранцев свыше 30% (кроме отдалённых областей на Хоккайдо, Окинаве и в Кагосиме). Большая часть северо-восточных и восточных районов снизила показатели неграмотности втрое, переместившись из диапазона 10—20% (медиана 15%) в диапазон 0-10% (медиана 5%). В наименее благополучных западных районах число неграмотных призывников сократилось более, чем на треть (из диапазона 20—30% в диапазон 10-20%).
В 1905 году был пройден важный рубеж: в Японии был достигнут практически полный охват мальчиков и девочек всеобщим образованием, что авторы связывают с ростом патриотических настроений в связи с победой над царской Россией в русско-японской войне. К 1909 году практически во всех округах страны неграмотных призывников было менее 10%. Исключение составляли лишь три наиболее удалённые точки (Аомори, Окинава и Омура), причём в двух из них неграмотных рекрутов было менее 20%.

### Российская империя
В истории развития грамотности на Руси Пётр I и его преобразования имеют двойную значимость. С одной стороны, этот царь-реформатор настоял на преобразовании самой предметной основы грамотности — алфавита и шрифта. С другой, повышение образованности и профессионализма царь рассматривал как предпосылку успеха своих реформ, направленных на укрепление мощи своего государства. При этом главным геополитическим препятствием на пути преобразования Русского царства в Российскую империю была Шведская империя — государство, отличавшееся помимо прочего высоким уровнем грамотности. И хотя целью Петра было не всеобщее, а сословное образование:

Послать во все губернии по нескольку человек из школ математических, чтоб учить дворянских детей, кроме однодворцев и приказного чина, цифири и геометрии и положить штраф такой, что невольно будет жениться, пока сего выучится— Хронограф, 31 января 1714 года
- вышеприведённый указ был нацелен, в том числе, и на повышение уровня грамотности хотя бы младшего офицерского состава. «Мысль о народном, а не о сословном образовании» в России иногда связывают с Екатериной II, аргументируя это следующим образом:

Великая Государыня думала об образовании всего русскаго народа; это видно как из самаго названия открытых в ея царствование учебных заведений, которыя в губернских городах получили название «главных народных училищ», а в уездных городах — «малых народных училищ»…— Безгин И. Г. Симбирская губернская гимназия. 1888.
По сведениям центрального статистического комитета, процент неграмотных новобранцев в России за период 1874—1887 гг. выразился следующими цифрами:
|                    | 1874  | 1875  | 1876  | 1877  | 1878  | 1879  | 1880  | 1881  | 1882  | 1883  | Среднее за 10 лет | 1884  | 1885  | 1886  | 1887  |
| Европейская Россия | 77,95 | 78,25 | 78,40 | 78,17 | 78,41 | 77,88 | 76,82 | 75,75 | 75,15 | 73,98 | 77,02             | 72,74 | 71,80 | 70,55 | 68,66 |
| Привислянский край | 83,24 | 81,30 | 82,61 | 84,27 | 88,63 | 85,16 | 84,68 | 85,00 | 85,51 | 85,82 | 84,58             | 85,71 | 83,81 | 83,07 | 82,18 |
| Кавказ             | 85,82 | 85,76 | 86,87 | 86,16 | 86,12 | 86,36 | 86,16 | 84,38 | 84,82 | 84,57 | 85,69             | 81,41 | 77,58 | 73,11 | 82,06 |
| Сибирь             | 85,82 | 85,76 | 86,87 | 86,16 | 86,12 | 86,36 | 86,16 | 84,38 | 84,82 | 84,57 | 85,69             | 84,95 | 84,07 | 83,80 | 83,11 |
| Средняя Азия       | 85,82 | 85,76 | 86,87 | 86,16 | 86,12 | 86,36 | 86,16 | 84,38 | 84,82 | 84,57 | 85,69             | 57,92 | 54,42 | 46,47 | 84,06 |
| Вся Россия         | 78,66 | 78,76 | 79,05 | 78,99 | 79,33 | 78,88 | 77,91 | 76,94 | 76,49 | 76,01 | 78,01             | 74,52 | 73,42 | 72,23 | 74,22 |

Низкий процент неграмотных в Средней Азии объясняется тем, что количество новобранцев там весьма незначительно и не характерно для всей массы народа (напр., в 1886 г. всех принятых на службу было 170 чел., из них 79 неграмотных).
При рекрутской повинности помещики и община предпочитали отдавать в армию наименее ценных сельчан. Распоряжаясь «в рекруты отдать из порочных крестьян и безнадёжных в вотчине», помещики требовали от приказчика: «по окончании прислать список с означением причин, по коим они поступили… за подписом умеющих грамоте крестьян». На протяжении последней четверти XIX века введённая в 1874 году всеобщая личная воинская повинность завершалась призывом лишь для 25–30% мужчин призывного возраста, и процент неграмотных новобранцев оставался стабильно высоким. Это заставило предпринять целый комплекс мер по обучению новобранцев — как стали называть после этой военной реформы рекрутов. При этом сам срок обязательной службы был дифференцирован в зависимости от образовательного ценза, начиная с «учебных заведений IV разряда». Так, ст. 56.4 раздела IV «Об отсрочках и льготах по образованию» главы VI Устава о воинской повинности определяла закончившим полный курс народных училищ срок службы в 4 года (во флоте и в азиатских областях — 6 лет).
Обратной стороной льгот, предоставленных Уставом о воинской повинности образованным людям, стало то, что вся тяжесть воинской службы оказалась возложенной на наименее грамотную часть общества. Большинство вышедших из деревни оставались неграмотными, и их подготовка вызывала большие трудности. В своём отчёте за 1883 год командующий войсками Варшавского военного округа генерал Гурко писал:

Затруднения встречались при выборе людей для учебных команд вследствие … малой развитости новобранцев вообще и недостаточно быстрого обучения грамоте в ротных школах… Вследствие этого часто приходилось назначать в учебные команды людей, почти совершенно неграмотных, что затрудняло их дальнейшее обучение.— ЦГВИА, ф. Канцелярии Военного министерства, оп. 1, д. 40458, ч. 2, л. 147
В последней четверти XIX века приросту доли грамотных в новом пополнении противостояла тенденция сокращения обучения грамоте в войсках. Обучение солдат чтению и письму, достаточно широко налаженное в 1860-70-е годы, начинает свёртываться с 1881 года, когда в «Плане годовых занятий в войсках» время на обучение солдат грамоте было сокращено. В середине 1880-х обучение грамоте нижних чинов, кроме поступавших в учебные команды, сделали необязательным. В ответ на ходатайства офицеров удовлетворить стремление солдат к грамоте в 1892 году последовало разъяснение: 

Едва ли можно согласиться с тем, что обучение грамотности в войсках должно занимать столь важное место… На войска не может быть возложена обязанность служить проводником грамотности в народную массу, средств и времени очень мало.
 К концу 1890-х учить солдат грамоте прекратили почти во всех округах, кроме Киевского; его командующий генерал М. И. Драгомиров продолжал ставить вопрос о невозможности обучать военному делу неграмотных людей.
Эту же тенденцию подтвердили в своих исследованиях Дж. Бушнелл, а впоследствии Б. Эклоф и С. Франк: при том, что долгое время «царская армия была [зачастую] единственным и важнейшим источником обретения грамотности русскими крестьянами», в 1880-е годы от обучения солдат грамоте отошли, а затем даже когда обучение грамоте требовалось (после этой даты)… то «часто, а возможно и в обычных случаях это требование оставалось лишь мёртвой буквой».
В пехоте обязательное обучение грамоте вновь ввели лишь в 1902 году. Однако в кавалерии и артиллерии, — констатировала вновь созданная при Главном штабе Комиссия по вопросу об образовании войск, — грамоте солдат не обучали, «ввиду того, что занятия грамотностью с молодыми солдатами этого рода оружия совершенно невыполнимы по недостатку для сего времени». Снижению доли неграмотных призывников (в 1881 году — 75,9%, в 1891 — 66,4%, в 1901 — 40,3%) противостоял и фактор недоступности бесплатного образования.
По данным «Военно-статистического ежегодника за 1912 год» из 1.260.159 низших чинов армии имели образование:
- высшее — 1.480
- среднее — 6.087
- низшее — 125.494

Не имели образовательного ценза 1.127.098 человек.
По грамотности:
- грамотные — 604.737 (по Е. С. Сенявской — 47,41 % личного состава[14])
- малограмотные — 301.878
- неграмотные — 353.544[19]

Примечания в "Военно-статистическом ежегоднике" к этим данным резюмируют: «Нижних чинов, получивших образование в различных школах, ничтожное, всего 10,74%. Остальная масса (89,26%) не получила никакого образования»
«Грамотных, т.е. умеющих читать и писать, около половины всего состава (47,41%), умеющих только читать — 24,09%, остальные вовсе неграмотны — 28,59%».
Примерно то же соотношение групп по грамотности приводит на 1913 год для русской армии и В. Д. Поликарпов: грамотных — 48,3 %, малограмотных — 23,7% и неграмотных – 28%.
В таблицах, составленных на основании статистики, объединявшей грамотных с полуграмотными, БСЭ, приводя динамику снижения доли неграмотных призывников за 1875–1913 годы, заключает, что даже «принимая за грамотного умевшего написать лишь свою фамилию», выходит, что «накануне первой мировой войны каждый четвёртый новобранец был неграмотным»:
| Годы           | 1875 | 1880 | 1885 | 1890 | 1896 | 1900 | 1905 | 1913 |
| -------------- | ---- | ---- | ---- | ---- | ---- | ---- | ---- | ---- |
| %% неграмотных | 79%  | 78%  | 74%  | 69%  | 60%  | 51%  | 42%  | 27%  |

После проведения всеобщей мобилизации с началом войны доля неграмотных и полуграмотных среди новобранцев возросла с 52% в 1912 году до 61 % в 1914 году. В это же время неграмотных новобранцев в Германии было 0,04 %, в Англии — 1 %, во Франции — 3,4 %, в США — 3,8 %, в Италии — 30 %.

## Ликвидация неграмотности рядового состава в современности

### Турция
С повышением технического уровня вооружений, а также в целях необходимости усиления идейно-воспитательной работы с молодыми солдатами (в том числе в порядке самоподготовки — самостоятельного чтения и освоения соответствующих материалов), армии разных стран подходят к необходимости ликвидировать неграмотность уже призванных воинов собственными силами.
Достаточно поздно за решение этой проблемы взялись в Турции. Здесь этому предшествовал государственный переворот, осуществлённый 27 мая 1960 года группой молодых офицеров, прошедших подготовку в НАТО. В 1961 году в армии началась кампания по ликвидации неграмотности рядового состава. Во всех армейских подразделениях были открыты школы грамоты, которые назывались тур. Ali Okulu.
В этих школах обучение грамоте и закрепление навыков чтения осуществлялось на основе буклетов, где в националистической системе ценностей подавались идеи родины, героизма, храбрости, чести и готовности отдать свою жизнь. Национализм инкорпорировался сюда «как объединяющая идеология, и преподносился в этих букварях в авторитарном тоне». За время осуществления этой программы через систему школ Ali Okulu прошло 532 266 вновь призванных в турецкую армию.